# Octavius Mamilius
Octavius Mamilius est un personnage légendaire latin du VIe siècle av. J.-C. mort en 499 ou en 496 av. J.-C.

## Histoire
Selon Tite-Live, « si l'on en croit la renommée, [il] tirait son origine d'Ulysse et de Circé ». C'est l'un des principaux chefs des Latins à l'époque de la monarchie romaine, dirigeant de la ville de Tusculum, fondée par Télégone d'après la légende.
Tarquin le Superbe, roi de Rome, lui offre sa fille, pour s'attirer l'amitié des Latins et l'alliance de la famille dirigeante de Tusculum.
Après l'instauration de la République romaine et la paix signée entre Porsenna et les Romains, son beau-père, Tarquin, se réfugie auprès de lui à Tusculum et le pousse à la guerre contre Rome. Octavius Mamilius fait appel aux villes latines et marchent sur Rome.
Les deux armées se rencontrent autour du lac Régille, en 499 selon Tite-Live ou en 496 av. J.-C. selon Denys d'Halicarnasse : l'armée romaine est menée par le dictateur Aulus Postumius Albinus tandis que les Latins sont menés par Octavius Mamilius et Tarquin le Superbe.
Le maître de cavalerie Titus Aebutius Helva se précipite sur lui et le blesse à la poitrine tandis que le Romain est touché au bras. Emmené à l'arrière pour se faire soigner, il retourne haranguer ses troupes et fait avancer celles des exilés romains commandés par le dernier fils de Tarquin, qui, un temps, mettent en déroute les Romains. Ses troupes faiblissent à nouveau, entourées par celles du dictateur, et le consulaire Titus Herminius Aquilinus se précipite sur lui et lui inflige un coup mortel, avant d'être lui-même frappé à mort. 
Les Romains remportèrent la bataille du lac Régille face aux Latins, mettant fin définitivement au règne de Tarquin le Superbe.

## Sources